# Patronage Sainte-Anne
El Patronage Sainte-Anne es un equipo de fútbol de la República del Congo que milita en la Primera División del Congo, la liga de fútbol más importante del país.

## Historia
Fue fundado en la capital Brazzaville y representa a la institución del mismo nombre, siendo uno de los varios equipos de la capital que más apariciones ha tenido en la máxima categoría. Cuenta con 2 títulos de liga y un título de copa en 3 finales que han jugado.
A nivel internacional han participado en 3 torneos continentales. La primera vez fue en 1969, en la Copa Africana de Clubes Campeones, donde fueron eliminados en primera ronda por el Asante Kotoko FC de Ghana. En 1989 participaron de la Recopa Africana, en la que fueron eliminados en los cuartos de final por el Al-Merreikh Omdurmán de Sudán. En 1996 participaron de la Copa CAF, donde llegaron hasta la segunda ronda.

## Palmarés
- Primera División del Congo: 2

1969, 1986
- Copa de Congo de Fútbol: 1

1988

## Participación en competiciones de la CAF
| Temporada | Torneo                            | Ronda            | Club                 | Casa | Visita | Global |
| --------- | --------------------------------- | ---------------- | -------------------- | ---- | ------ | ------ |
| 1969      | Copa Africana de Clubes Campeones | 1                | Asante Kotoko FC     | 1-1  | 1-5    | 2-6    |
| 1989      | Recopa Africana                   | 1                | Unión Vesper         | 2-0  | 1-0    | 3-0    |
| 1989      | Recopa Africana                   | 2                | Sagrada Esperança    | 2-1  | 0-0    | 2-1    |
| 1989      | Recopa Africana                   | Cuartos de final | Al-Merreikh Omdurmán | 1-1  | 0-2    | 1-3    |
| 1996      | Copa CAF                          | 1                | SC Kiyovu Sports     | 4-0  | 2-4    | 6-4    |
| 1996      | Copa CAF                          | 2                | KAC Marrakech        | 0-2  | 0-0    | 0-2    |